# Operação Kosovo (1944)
A Operação Kosovo (15 de outubro–22 de novembro de 1944) foi uma série de operações militares que levaram a um ataque final durante a Segunda Guerra Mundial, lançada pelo exército búlgaro (comandado pelo major-general Kiril Stanchev)  com a ajuda dos Partisans albaneses e iugoslavos para expulsar as forças alemãs do Kosovo e impedir a retirada das forças alemãs da Grécia. O Grupo de Exércitos Alemão "E" estava se retirando através dele da Grécia em direção à Bósnia, uma vez que a rota de fuga através de Niš e Belgrado havia sido fechada pelas forças partisans iugoslavas, búlgaras e soviéticas (durante a Ofensiva de Belgrado).
A operação resultou na captura do Kosovo pelos comunistas, embora os alemães tenham conseguido retirar com sucesso a maior parte das suas forças e romper o cerco que as forças comunistas combinadas tinham estabelecido. No final do mês, a 9ª Divisão de Infantaria Búlgara perseguiu o inimigo em retirada e alcançou a linha defensiva Raška–Novi Pazar.

## Antecedentes

### Desenvolvimentos no Kosovo
Após a capitulação das forças italianas em 8 de Setembro de 1943, as tropas alemãs ocuparam rapidamente a Albânia com duas divisões. A maior parte da região do Kosovo ficava dentro do Estado albanês alargado. Os alemães formaram um "governo neutro" em Tirana, que permaneceu intimamente associado à Alemanha Nazista durante 1943 e 1944. Durante este período, o movimento partidário no Kosovo permaneceu relativamente pequeno em comparação com outras regiões da Iugoslávia. Svetozar Vukmanović, encarregado de organizar as forças comunistas, observou que "as condições para a resistência armada no Kosovo eram piores do que em qualquer outra região do país" e que a maior parte "da população albanesa tinha uma atitude hostil para com os guerrilheiros".  À luz disto, os partisans fizeram pouco progresso no próprio Kosovo, com a maior parte da região permanecendo nas mãos do movimento nacionalista albanês Balli Kombëtar.

### Desenvolvimentos regionais
Como resultado do golpe de estado búlgaro de 1944, o regime monarquista pró-alemão na Bulgária foi derrubado e substituído por um governo da Frente Pátria liderado por Kimon Georgiev. Assim que o novo governo chegou ao poder, a Bulgária declarou guerra à Alemanha. Sob o novo governo pró-soviético, quatro exércitos búlgaros, com 455.000 homens, foram mobilizados e reorganizados. No início de outubro de 1944, três exércitos búlgaros, compostos por cerca de 340.000 homens, estavam localizados na fronteira entre a Iugoslávia e a Bulgária. Este desenvolvimento alterou significativamente o equilíbrio de poder na região e as tropas búlgaras foram imediatamente colocadas em acção ao lado das forças partidárias soviéticas e jugoslavas. Duas ofensivas lançadas no final de setembro, a Ofensiva de Belgrado e a Operação Niš, conseguiram libertar o centro e o sul da Sérvia das forças alemãs. Estes desenvolvimentos colocaram o Grupo de Exércitos Alemão "E", em retirada da Grécia, sob intensa pressão, com a ameaça de as tropas restantes serem cercadas e isoladas das principais forças alemãs.

## Operação
As principais forças envolvidas neste empreendimento foram o 2º Exército Búlgaro apoiado pelas 24ª e 46ª Divisões Iugoslavas, bem como a 1ª a 5ª Brigadas "Kosovo-Metohija" e as 3ª e 5ª Brigadas Albanesas do Exército de Libertação Popular da Albânia. Essas forças foram auxiliadas por surtidas aéreas dos Aliados Ocidentais e dos Soviéticos contra unidades do Grupo de Exércitos "E" do Generaloberst Alexander Löhr enquanto este último se retirava da Grécia. A ordem de batalha do Eixo contra os búlgaros e iugoslavos nesta operação compreendeu cerca de 17.000 homens, incluindo o Kampfgruppe "Langer" com três companhias de infantaria, uma bateria de artilharia e um pelotão de tanques, o Kampfgruppe "Bredow" com seis batalhões de infantaria, três batalhões de artilharia e 10 tanques), Kampfgruppe "Skanderbeg" com cerca de 7.000 homens da 21ª Divisão de Montanha "Skanderbeg" da Waffen-SS de August Schmidhuber e cerca de 4.000 militares da marinha alemã seguindo para o norte vindos da Grécia.
Os alemães foram apoiados por cerca de 10.000 homens da Balli Kombëtar, a organização nacionalista albanesa, anticomunista e antimonarquista. As forças nacionalistas albanesas e a 21ª Divisão de Montanha Waffen SS "Skanderbeg" serviram como retaguarda para a retirada da Wehrmacht, ajudando os alemães a retirar com sucesso grandes forças da Grécia e da Albânia.  O SS Skanderbeg foi amplamente utilizado pelos alemães, avançando para as montanhas e enfrentando tropas partidárias diariamente, para cobrir os flancos da Wehrmacht.  À medida que a ofensiva contra os alemães avançava a todo vapor, as SS "Skanderbeg" receberam ordens para aumentar a repressão às forças partidárias e a quaisquer simpatizantes. De acordo com estas ordens, 131 prisioneiros Movimento de Libertação Nacional da Albânia foram baleados ou enforcados no Kosovo por membros da divisão até 23 de outubro. 

## Consequências
Libertar a região do Kosovo dos alemães não trouxe paz e ordem imediatas. Depois de os alemães terem sido expulsos, Tito ordenou a recolha de armas no Kosovo e a prisão de albaneses proeminentes. A ordem não foi bem recebida e, combinada com as paixões sentidas pelo Kosovo, inflamou uma insurreição. Em 2 de dezembro de 1944, albaneses anticomunistas da região de Drenica atacaram o complexo mineiro de Trepca e outros alvos. Numerando no máximo 2.000 homens, estes anticomunistas conseguiram conter uma força partisan de 30.000 soldados durante dois meses. Agora, "uma revolta armada de proporções massivas" eclodiu no Kosovo liderada pelo Balli Kombëtar (que ainda tinha cerca de 9.000 homens armados na altura), que pretendia resistir à incorporação do Kosovo na Iugoslávia comunista. Foi apenas em Julho de 1945 que os partisans iugoslavos conseguiram reprimir a revolta e estabelecer o seu controlo sobre o Kosovo.